# 10 janvier 1999
Le dimanche 10 janvier 1999 est le 10e jour de l'année 1999.

## Décès
- Esteban Marino (né le 20 mars 1914), arbitre uruguayen de football
- Gustave Deleau (né le 18 septembre 1909), personnalité politique française
- John Hervey (né le 15 septembre 1954), noble britannique
- René Lefèvre-Bel (né le 31 mai 1909), acteur français
- Shinsuke Ashida (né le 14 mars 1914), acteur japonais
- Walter Edward Harris (né le 14 janvier 1904), personnalité politique canadienne

## Événements
- Découverte des astéroïdes : (13389) Stacey, (16982) Tsinghua, (20430) Stout et (47086) Shinseiko
- Début de la série télévisée Les Soprano
- Création du Parti démocratique indonésien de lutte
- Sortie du film Star Wars: Rogue Squadron